# ایرونیم آبروویچ
ایرونیم آبروویچ (لیتوانیایی: Jeronimas Uborevičius; ‏۱۴ ژانویهٔ ۱۸۹۶ – ۱۲ ژوئن ۱۹۳۷) یک فرمانده نظامی امپراتوری روسیه در ارتش سرخ در جنگ داخلی روسیه بود.

## زندگی‌نامه
آبروویچ در یک خانواده کشاورز لیتوانی در اشپالیایا متولد شد. او از سال ۱۹۰۹ تا ۱۹۱۴ در دبیرستانی در لتونی تحصیل کرد. در سال ۱۹۱۴–۱۵ او به پلی تکنیک پتروگراد رفت. او در سال ۱۹۱۵ در دانشکده توپخانه کنستانتینوسکی پیوست و در سال ۱۹۱۶ فارغ‌التحصیل شد و به ارتش امپراتوری روسیه پیوست.
وی همچنین برندهٔ جوایزی همچون نشان پرچم سرخ شده‌است.